# Brin sens

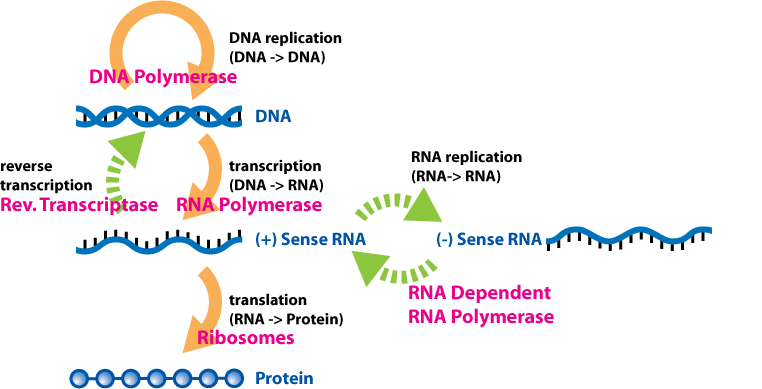
La relation entre le brin sens et antisens dans le processus de transcription et de traduction du code génétique.

Le brin sens est un brin d'ARN se lisant de 5' vers 3' (numérotation de ses désoxyriboses).
Le carbone 5' étant le carbone se liant avec un groupe phosphate et le carbone 3' avec un hydroxyle (OH).
Lors de la transcription (synthétisant un ARNm), c'est le brin sens qui est produit par complémentarité avec un brin matrice donnant ainsi l'ARN pré-messager.